# Китай
 Тази статия е за социалистическата държава.  За държавата на остров Тайван вижте Република Китай (Тайван).  За историческата държава вижте Република Китай (1912 – 1949).
Китайската народна република, съкратено КНР (на традиционен китайски: 中華人民共和國, на опростен китайски: 中华人民共和国, на пинин: Zhōnghuá Rénmín Gònghéguó, изговор – Джунхуа Рънмин Гунхъгуо), или просто Китай, е държава, разположена в Източна Азия. По население е на второ място в света, а по площ е четвърта след Русия, Канада и САЩ. Столица е град Пекин.
Считана за наследник на една от най-старите и значими за човечеството цивилизации в света – китайската, КНР е основана през 1949 година вследствие на комунистическа революция, след продължителни вътрешни конфликти и войни с Японската империя. Десетилетия след това Китай се развива по подобие на управлявания от Сталин СССР.
Започналите през 1970-те години политико-икономически реформи променят значително облика на страната в обществено, икономическо и политическо отношение. Впоследствие в Китай се изгражда една от най-мощните и бързоразвиващи се икономики и днес е значителна културна, научно-техническа, геополитическа и военна сила. Китай е най-големият износител и вторият най-голям вносител на стоки в света. Страната е втора най-голяма по стойност на БВП. Китайската народна република е най-голямата социалистическа страна в света.

## История
Китайската народна република е основана през 1949 г., когато Китайската комунистическа партия побеждава Гоминдана, който се оттегля на остров Тайван. Под ръководството на Мао Дзедун е установен комунистически строй на управление под формата на маоизъм, и са установени близки отношения със СССР. През 1958 година е поставено началото на Големия скок – мащабен икономически план, целящ превръщането на изцяло аграрния Китай в модерна, индустриализирана комунистическа държава. Големият скок завършва с провал през 1963, довеждащ до смъртта на милиони хора от глад. Позициите на Мао започват да отслабват и, въпреки че се отказва от поста си на председател на ККП, той продължава да има голямо влияние върху партията.
През 1959 г. на политическата сцена се появяват Лю Шаоци и Дън Сяопин. През 1966 г., заради вътрешнополитическите борби срещу Лю и Дън, и страх от нарастващата мощ на СССР, под ръководството на Мао е стартирана Културна революция. Тя довежда до значителна социална и икономическа нестабилност в Китай, и до сериозен културен упадък. Съветският съюз прекратява отношенията си с тази страна и дори се стига до кратък въоръжен конфликт през 1969. Културната революция приключва с арестуването на т.нар. Банда на четиримата (организирали революцията), както и със смъртта на Мао през 1976.
В последвалите години комунистическата партия осъжда Културната революция и започва отстъпление от марксистката и социалистическа идеология в икономиката, реформирайки я чрез либерализация по пазарните принципи. Държавната планова икономика се превръща в смесена, а днешната китайска конституция бива приета през 1982 година. Въпреки това в политически план ККП запазва своята тоталитарна власт и еднопартиен режим на държавата. Поради тази причина, през 1989 година мотивирани от падането на Берлинската стена и рухването на диктатурите на Варшавския договор, стотици хиляди студенти и млади хора излизат на протести в Пекин и се събират на площад Тиенанмън с призиви за изоставяне на диктаторския модел в държавното управление и политически свободи. Партийните ръководители категорично отказват да се съобразят с исканията и след близо месец неуспешни преговори заповядват на китайската армия да разпръсне събралия се народ. На 4 юни подкрепени с танкове, войсковите части достигат до площада и откриват огън по хората, с което смазват протеста за една нощ. Точният брой на убитите и до днес остава неизяснен, а правителствата от цял свят осъждат този подход за справяне с общественото недоволство.
През 1990-те Китай е под ръководството на президента Дзян Дзъмин. Въвеждането на пазарна икономика помага на Китай да реализира значителен икономически ръст. През 2001 г. Китай се присъединява към Световната търговска организация. През 2002 г. генерален секретар на Китайската комунистическа партия става Ху Дзинтао, а премиер – Уън Дзябао, които продължават по пътя на по-либералната икономическа политика. В социален план обаче успехите са незначителни. С установяването на капитализма се увеличава разделението между бедни и богати, като основната част от ресурса се усвоява от големите крайбрежни метрополиси, докато в провинцията и по-специално по селата средствата са достатъчни основно за прехрана. Статистиките за БВП на глава от населението показват, че събрано в едно общото жизнено равнище на китайския гражданин е близо два пъти по-ниско отколкото в най-бедните държави от ЕС.

## География

### Географско положение
Китайската народна република е разположена в източната част на Азиатския континент. Около 98% от територията на страната е разположена между 20 и 50° северна ширина, като по-голямата част се намира в умерения и субтропичния пояси, които обхващат съответно 45,6 и 21,1% от общата площ. На североизток Китай граничи с КНДР (1416 km), на север – с Русия (3645 km) и Монголия (5677 km), на югозапад – с Афганистан (76 km), Пакистан (523 km), Непал (1236 km), Бутан (470 km) и Индия (3380 km), на юг – с Мианмар (2185 km), Лаос (423 km) и Виетнам (1281 km), на запад и северозапад – с Киргизстан (858 km), Казахстан (1533 km), Таджикистан (414 km), на изток и югоизток има морски граници с Япония, Филипините, Малайзия, Бруней и Индонезия.

### Площ и територия
По територия Китайската народна република е на четвърто място в света (след Русия, Канада и САЩ) с 9 596 960 km2, което представлява 6,5% от земната площ. От тях 9 326 410 km2 са суша, а 270 550 km2 – вода. От запад на изток – от Памир (73°40' източна дължина). Разположена западно от окръг Удзя в Синдзян-Уйгурския автономен район до източната граница (135°5' източна дължина), където се сливат реките Хъйлундзян и Усури – дължината на китайската територия е около 5200 km. От север на юг – по фарватера на река Хейлундзян (53°31' северна широчина), разположен северно от град Мохъ до нос Дзъмуанъпа (4°15' северна широчина) в най-южната част на архипелага Наншадзюндао – разстоянието е около 5500 km. Дължината на сухопътната граница е 22 000 km, а бреговата ивица на континентален Китай е 18 000 km (32 000 km заедно с бреговата ивица на над 500-те острова, които влизат в пределите на страната). На изток и югоизток Китай граничи с Бохайско, Жълто, Източнокитайско и Южнокитайско морета.

### Релеф
Китай се отличава с разнообразен релеф, като 65% от територията е планинска или полупланинска. Областите, разположени по-ниско от 500 m надморска височина заемат 16% от общата площ; тези на височина между 500 и 1000 m – 19%; от 1000 до 2000 m – 28%; от 2000 до 5000 m – 18%, и тези над 5000 m – 19%. На границата между Китай и Непал се намира най-високият връх на планетата – Еверест (8848 m). В южното подножие на планината Богдо (5445 m) от Тяншанския масив е разположена Туфанската падина, където на 155 m под морското равнище се намира пресъхващото езеро Айдънкьол – второто по този показател най-ниско място в света. Планинските райони на Китай могат да бъдат разделени на пет категории, в зависимост от тяхното разположение и направление: (1) планинските вериги от запад на изток включват системите Тяншан – Иншан – Яншан, Кунлун – Цинлин – Дабъшан и планинската система Нанлин; (2) планинските вериги от север на юг, към които се отнасят Хъланъпан, Лиупанъпан и Хъндуаншан; (3) планински вериги от североизток на северозапад – Чанбайшан, Голям Хинган, Тайханшан и Уишан; (4) планински вериги от северозапад на югоизток – Цилянъпан и Монголски Алтай; (5) дъгообразни планински вериги, към които се отнасят Хималаите и Тайван. Между тези планини има множество плата, падини и равнини. Повърхността на Китай се спуска от запад на изток стъпаловидно, оформяйки четири „стъпала“. Най-високото „стъпало“ е Тибетското плато, достигащо в югозападната си част височина над 4000 m. Следващото „стъпало“ започва на изток от Тибетското плато и стига до планинските вериги Голям Хинган – Тайханшан – Уишан. То се състои основно от разположени на височина от 1000 – 2000 m възвишения и падини, като Юннан-Гуйджоуското, Горското и Вътрешномонголското плато, както и от Таримската, Джунгарската и Съчуанската падини. Третото „стъпало“ започва на изток от планинските вериги Голям Хинган – Тайханшан – Уишан и стига до крайбрежието. То се състои от разположени на височина от 500 – 1000 m равнини и низини, като тези в Манджурската и Севернокитайската равнина и Равнината на Яндзъ. Четвъртото „стъпало“ обхваща обширни райони от континенталния шелф и в него се включват Бохайско море с площ от 77 000 km² и средна дълбочина от 18 m, Жълто море с площ 380 000 km² и средна дълбочина от 44 m, Източнокитайско море с площ 770 000 km² и средна дълбочина 370 m, и Южнокитайско море с площ 3,5 млн. km² и средна дълбочина 1212 m.

### Климат
Китай е разположен в умерения, субтропичния и тропичния климатичен пояс. Освен това голямо значение за климата имат обширната континентална площ, голямата височина на вътрешните райони и крайокеанското положение на Източен Китай.

### Реки и езера
В Китай има множество реки, чиято обща дължина е 220 000 km. Те образуват външни и вътрешни системи. Външните реки са Яндзъ, Хуанхъ, Хъйлундзян (Амур), Джудзян, Ланцандзян (Меконг), Нудзян и Ялуцангпо. Те се вливат в Тихия, Индийския и Северния ледовит океан и общата им водосборна площ обхваща около 64% от територията на страната. Вътрешните реки, чийто брой не е голям, са значително отдалечени една от друга. Те се вливат в езера във вътрешността или се губят в пустини и солници. Тяхната водосборна площ е около 36% от територията на страната. В Китай има и множество езера, чиято обща площ е около 80 000 km², както и изкуствени водохранилища. Езерата също могат да бъдат разделени на външни и вътрешни. Към външните спадат богатите на водни продукти сладководни езера като Поянху, Дунтинху и Тайху. Към вътрешните се отнасят солените езера, най-голямото от които е Цинхай. Сред вътрешните езера има и много пресъхващи, като Лобнор и Дзюйен. Ледниците и вечните снегове също са част от континенталните води на Китай. Те са разположени в западните планински райони и заемат площ от 44 000 km². Запасите от вода в тях се оценяват на 2300 млрд. m³ и снабдяват много реки в Западен Китай с огромни количества вода.

## Държавно устройство
Китай е най-голямата еднопартийна комунистическа държава в света. Властта се упражнява от страна на Китайската комунистическа партия и Държавния съвет. Конституцията гарантира избирателни права на китайските граждани по подобие на конституционните демократични гаранции, които са установени в Източния блок на Варшавския договор. На по-високо ниво е висшият Народен конгрес, от който на свой ред се избират членовете на комунистическата партия. Реформите в икономиката обаче имат и негативна страна, а именно разделението на китайските комунисти на по-старо поколение (т.нар. „комунисти-другари“) и по-ново поколение („комунисти-граждани“). ККП аргументира тоталитарната си власт със заплахи че без нея неизбежно ще последва вътрешнополитически хаос. Партийните комитети все още играят важна роля в икономиката и обществения живот.
Основните органи на партията са Постоянният комитет на Политбюро (с 9 членове), Политбюро, Секретариатът, Централният военен комитет и Централната комисия за морална инспекция. Последната има специфична функция – да се занимава с изкореняването на корупцията по високите етажи и злоупотребата с държавни средства от страна на политическите лица, но нито тя, нито останалите подлежат на извънпартиен контрол, поради което ефективността им е с неясен характер.
Главен политически проблем остава нарушаването на човешките права. Многократни са обвиненията срещу правителството заради цензурирането и манипулирането в интернет с цел възпрепятстване на свободното мнение, преследване на граждани и общественици с опозиционни настроения, нарушения на основни трудови права на работниците по строителството на олимпийските обекти за домакинството през 2008 г. и др.

### Въоръжени сили
Народната освободителна армия или НОА е общото название на всички въоръжени сили на Китай. Със своите 2,25 милиона войници е най-голямата действаща армия в света. Основана е на 1 август 1927 г. Тогава тя е представлявала въоръженото крило на Китайската комунистическа партия, а до 1946 година е била известна като Китайска червена армия. НОА се състои от множество родове войски, но четирите основни са Сухопътни сили, Военновъздушни сили, Военноморски флот и Стратегически ракетни ядрени войски, по-известни като Втори артилерийски корпус. Между 1934 и 1935 г. тя на няколко пъти удържа войските на Чан Кайшъ, а по-късно взема участие в Дългия поход на комунистите. В началото Червената армия е използвала предимно партизанска тактика, но в хода на Втората китайско-японска война прибягва и до нормални сражения. НОА печели гражданската война и в резултат на това Гоминданът се оттегля на остров Тайван, където продължава съществуването на дотогавашната Република Китай (1912 – 1949). От 60-те години китайската армия е в постоянна готовност да удря първа, да нанася тежки поражения и да се бие с ядрени оръжия. Според Дън Сяопин обаче китайската армия трябва да има мироопазваща роля в световен мащаб. Затоплят се отношенията с бившите врагове на страната – САЩ и Русия. Между 1996 и 2000 година числеността е намалена със 700 000 войници.
Китайските въоръжени сили са снабдени с последен модел руски въоръжения (произведени по лиценз в Китай), както и висококачествени оръжия с местен произход. НОА разполага с 9200 танка, над 6000 бронирани бойни машини, 17 300 артилерийски системи и над 6000 зенитни комплекса. Китай разполага също с 62 подводници (от които 9 ядрени), около 200 надводни съда и над 2000 бойни самолета и вертолета. Китайският ядрен арсенал възлиза на 400 или повече оръжия. Втори артилерийски корпус има около 30 междуконтинентални балистични ракети ДФ-5.

### Административно деление
Китайската народна република се състои от 22 провинции (省); Тайван (台湾) се разглежда от правителството също като 23-та провинция. Освен това има 5 автономни региона (自治区), населени с пет големи малцинства, 4 града на централно подчинение (直辖市) и 2 специални административни района (特别行政区), които се ползват със значителна самостоятелност.
Списък на провинциите на КНР:
| Провинции（省）                             | Провинции（省）                           | Провинции（省）                                |
| ------------------------------------------- | ----------------------------------------- | ---------------------------------------------- |
| Анхуей (Ānhuī 安徽)                         | Ляонин (Liáoníng 辽宁)                    | Хънан (Hénán 河南)                             |
| Гансу (Gānsù 甘肃)                          | Съчуан (Sìchuān 四川)                     | Цинхай (Qīnghǎi 青海)                          |
| Гуандун (Guǎngdōng 广东)                    | Фудзиен (Fújiàn 福建)                     | Шандун (Shāndōng 山东)                         |
| Гуейджоу (Guìzhōu 贵州)                     | Хайнан (Hǎinán 海南)                      | Шанси (Shānxī 山西)                            |
| Джъдзян (Zhèjiāng 浙江)                     | Хубей (Húběi 湖北)                        | Шънси (Shǎnxī 陕西)                            |
| Дзилин (Jílín 吉林)                         | Хунан (Húnán 湖南)                        | Юнан (Yúnnán 云南)                             |
| Дзянси (Jiāngxī 江西)                       | Хъбей (Héběi 河北)                        | Тайван (Táiwān 台湾) (политически оспорван)    |
| Дзянсу (Jiāngsū 江苏)                       | Хъйлундзян (Hēilóngjiāng 黑龙江)          |                                                |
| Автономни райони（自治区）                  | Градове на централно подчинение（直辖市） | Специални административни райони（特别行政区） |
| Вътрешна Монголия (Nèi Měnggǔ 内蒙古自治区) | Пекин (Běijīng 北京市)                    | Макао (Àomén 澳门特别行政区)                   |
| Гуанси (Guǎngxī 广西壮族自治区)             | Тиендзин (Tiānjīn 天津市)                 | Хонконг (Xiānggǎng 香港特别行政区)             |
| Нинся (Níngxià 宁夏回族自治区)              | Чунцин (Chóngqìng 重庆市)                 |                                                |
| Синдзян (Xīnjiāng 新疆维吾尔自治区)         | Шанхай (Shànghǎi 上海市)                  |                                                |
| Тибет (Xīzàng 西藏自治区)                   |                                           |                                                |

## Външна политика
КНР провежда външна политика, допринасяща за укрепване ролята на Китай в световната политика, като при това се придържа към сравнително неутрална позиция. Западните страни критикуват външната политика на Китай заради поддръжката ѝ на КНДР.
КНР от 1971 г. е постоянен член на Съвета за безопасност на ООН. Обаче едва от 1982 г. КНР започва да участва в тяхното финансиране, а първите китайски военни наблюдатели са изпратени през 1990 г.
КНР не се признава от 14 държави членки на ООН, признаващи Китайската република: Белиз, Хаити, Гватемала, Хондурас, Маршалови острови, Науру, Никарагуа, Палау, Парагвай, Сейнт Винсент и Гренадини, Сейнт Китс и Невис, Сейнт Лусия, Тувалу, Есватини, а също Ватикан.

## Икономика
След десетилетия на развитие по пътя на плановия икономически модел, Китай прилага реформи за установяване на пазарни механизми от средата на 70-те години. Това е т.нар. „социализъм с китайски характеристики“, при който повечето предприятия и компании остават държавна собственост, но им се позволява да функционират чрез пазарни механизми. Колективното земеделие е отменено, а на заетите в тази област се отпускат заеми за стимулиране на производството и развитие. Тази политика, съчетана с огромния брой трудоспособни китайци, е в основата на т.нар. „китайско икономическо чудо“, и челната позиция на страната в списъка на най-бързо развиващите се държави в света. Въпреки пазарните механизми, все още се счита, че в Китай е налице силно видоизменена разновидност на плановата икономика заради силния партиен контрол върху икономиката и следването на петгодишни планове за развитие.
КНР е на второ място в света (след САЩ) по БВП (ППС) за 2008 – 7,8 трлн. щ.д., както и по номинален БВП – 4,22 трлн. щ.д. На глава от населението БВП (ППС) е 6100 щ.д. В началото на 80-те години близо 53% от китайците живеят под линията на бедността, а през 2001 те са едва 8%. От 1978 насам китайската икономика е нараснала по обем 70 пъти. Бързото развитие обаче създава и някои проблеми – замърсяването на околната среда от една страна, и увеличаване неравенството в доходите сред населението.
Китай е четвъртата най-посещавана страна в света, като през 2006 тя е била посетена от 49,6 млн. души.

### Промишленост
Промишлеността и строителството генерират 48% от БВП на Китай. Страната произвежда около 8% от всички промишлени стоки в света, нареждайки се на трето място по този показател. Водещи са добива и химическата промишленост, произвеждат се най-вече комуникационна апаратура, дрехи, автомобили, играчки, електроника, оръжия и строителни материали. Китай разполага с богати запаси на различни видове полезни изкопаеми, с най-голямо значение от които са нефт, желязна руда, въглища, алуминий, природен газ, живак, калай, волфрам, молибден, уранова руда, олово и други.
От 1996 г. насам, Китай е на първо място в света по добив на стомана и въглища, и по производство на цимент, изкуствени торове и телевизори. Развитието в този сектор е с изключителни темпове. Например производството на стомана скача три пъти за 7 години – от 140 млн. тона през 2000 г. до 420 млн. тона през 2007 г. Още по-голямо впечатление прави ръста на производство на интегрални схеми, широко използвани в много електроуреди. През 1978 г. Китай произвежда 30 милиона броя интегрални схеми, а през 2004 са произведени 21,15 милиарда броя – 705-кратно увеличение.

### Земеделие
Китай е добре развита земеделска цивилизация. Още преди шест хиляди години на територията на страната е обработвана земя, като около II хил. пр.н.е. са били изчерпани възможностите за по-нататъшно развитие на земеделието чак до епохата на индустриализация. Професията земеделец винаги е била уважавана, а стара поговорка гласи: „Сред 72-те занятия на хората, земеделието е най-почетно“.
Общата площ годни за обработка земи в КНР не превишава 20% от територията на страната, като на 90% от тези земи се отглеждат зърнено-житни култури. Според климатичните условия в Китай са се образували шест типа обработка на земята:
- 1. Зона на пролетна пшеница или летница и други зърнени.

Тази зона като цяло съвпада с територията на североизточен Китай, където има студени зими с обилен снеговалеж. Пшеницата тук се сее през април след стапяне на снеговете и се събира само една реколта. Освен пшеница, в Манджурия (т.е. трите северни провинции – Хъйлундзян, Дзилин и Ляонин) отглеждат и соеви бобове, просо, гаолян (вид сорго, известен на китайците още от 13 век), овес, ечемик и внесената от Америка царевица. Соята заема най-голяма територия, тъй като е една от най-важните съставки в диетата на китайците. В Манджурия се отглежда около ¼ от цялата соя в Китай.
- 2. Зона на есенната пшеница и други зърнени.

Обхваща основно територията на Северно-китайската равнина. Вегетативният период, т.е. периодът, през който може да се получи реколта, е 6 – 7 месеца. В тази зона няма достатъчно валежи, което не позволява отглеждането на ориз. Като зимна култура освен пшеницата тук се отглежда и соя, а през лятото се сее просо, царевица, ечемик, чумиза (черен ориз) и батати (сладки картофи), които са внесени в Китай през 14 век и са станали любимата храна на бедняците. През летния период на полетата, където сеят зимните култури, отглеждат най-често соя и зеле.
- 3. Зона на смесените посеви на пшеница и ориз.

Тази селскостопанска зона се разполага между река Хуанхъ и планинската верига Цинлин на север и река Яндзъ – на юг. Тук валежите достигат 750 – 1000 mm на година, а вегетативният сезон продължава най-малко 8 месеца. В районите на север от Нанкин се отглежда зимна пшеница, реколтата се събира през юни, а през лятото сеят соя, грах, батати. В много райони отглеждат ориз.
- 4. Зона на две реколти на ориза.

Оризовият земеделски пояс в Китай се намира там, където валежите са не по-малко от 1100 mm на година. Това основно са районите на юг от Яндзъ и в Съчуанската котловина, където по склоновете на хълмовете почти на 2/3 от територията се отглеждат по 2 реколти ориз на година. В по-високите райони отглеждат батати и царевица. Главни технически култури тук са черницата, като основна храна на копринените буби и тунгово дърво – субтропично маслодайно растение, захарна тръстика и чай.
- 5. Зона на три реколти на ориза. Такъв тип земеделие се среща на юг от планинската верига Наншан, където валежите достигат до 1500 mm на година, а вегетативният сезон продължава през цялата година. Тук отглеждат любимите на китайците цитрусови плодове китайско личи, ананаси, банани и др. На о-в Хайнан растат кокосови орехи, дурян и други тропически плодове.
- 6. Оазисно земеделие.

Този тип обработка е характерен за западните райони на Китай, особено около басейна на река Тарим в Синдзян-уйгурския автономен регион (най-голямата провинция на КНР). Вегетативният период тук продължава 7 месеца, но няма зимни култури, заради пронизващите зимни студове. Съчетанието на горещини и оросяване е благоприятно за отглеждането на ориз, пшеница и грозде. От този район са и прочутите хамийски пъпеши, дини и разнообразни ядки.
Освен всичко това в Китай е развит риболова, свиневъдството и говедовъдството.

### Транспорт
Китай разполага с огромна и гъста транспортна мрежа. Общата дължина на автомобилните пътища е 4,77 млн. km към края на 2017 г. Системата от магистрали се развива бързо, до края на 2020 г. общата дължина на китайската скоростна магистрална мрежа достига 161 000 km, сега това е най-голямата в света скоростна магистрална система по дължина, надминавайки общата дължина на американската междущатска магистрална система през 2011 г. Като се изключат военните и полицейски автомобили, през 2002 г. в Китай е имало 12 милиона автомобила и автобуса, и 8,1 милиона други пътни возила. Градският транспорт обхваща всички методи за превоз – автобуси, трамваи, тролейбуси и метро. Най-старите метрополитени са Пекинският и Шанхайският, построени през 1960-те. Метро има още в Чанчун, Чунцин, Гуанджоу, Нанкин, Шънджън, Тиендзин и Ухан. Строят се подземни линии и в Чънду, Харбин, Циндао, Шънян и Сиан.
Железопътният транспорт също е силно развит. Към края на 2020 г. общата дължина на жп линиите в страната е 146 000 km, а общата дължина на пътищата е 5,2 милиона km, което е съответно 7 пъти и 64 пъти повече от първоначалния период на основаването на съвременен Китай. Пробегът на маршрутите на гражданската авиация, изчислени на базата на неповтарящи се разстояния, е 8 379 800 km. Около 6000 km от тях са подходящи за високоскоростни влакове. В Шанхай се намира първият в света влак маглев (магнитна левитация) за граждански цели, между една от станциите на метрото и международно летище Пудън. Влакът по тази линия държи железопътния рекорд за скорост на Китай – 501 km/h. Цената на обикновен двупосочен билет за него е едва 80 юана (около 12 евро).
Високоскоростната железопътна система на Китай се развива много бързо през последните 15 години. Мрежата от високоскоростни влакове China Railway High-speed (CRH) е въведена в експлоатация едва през април 2007 г. Междуградската железница Пекин – Тиендзин, която е открита през август 2008 г., е първата високоскоростна пътническа линия. Високоскоростната мрежа достига до всички административни региони на провинциално ниво, с изключение на Макао. Цялата мрежа има малко под 38 000 km обща дължина към края на 2020 г. Бумът на строителството на мрежата продължава, като плановете са тя да достигне 70 000 km през 2035 г.
Китай има железопътни връзки с Русия, Монголия, Казахстан, Виетнам и Северна Корея, която е единствената от изброените, използваща същата ширина на линията. Планирани са железопътни връзки с Лаос и Макао. Част от Цинхай-тибетската железница минава през тибетския проход Тангула на надморска височина 5072 m, което го прави най-високия железопътен участък в света.
Китай разполага с 467 летища. Най-големите са в Пекин, Гуанджоу и Шанхай. Пекинското летище е най-натовареното в цялата страна. Съществуват три основни авиокомпании – Air China, China Eastern Airlines и China Southern Airlines. При полети до Тайван трябва да се следват специални правила, а полетите до Хонгконг се смятат за международни.
Водният транспорт играе важна роля за вътрешната икономика. Китай разполага със 140 000 km водни пътища и търговски флот от 1826 съда – трети по големина в света след тези на Панама и Либерия. От близо 2000 морски пристанища само 130 са отворени за чужди съдове. Вътрешните пристанища са над 5100. Великият китайски канал е най-големият плавателен канал в света. Дължината му възлиза на 1794 km, и обслужва 17 града от Пекин до Ханджоу.
Системата от газопроводи е с обща дължина 28 132 km, на нефтопроводите – 20 204 km, и на тръбите за други продукти – 9746 km.

### Комуникации
Китайската народна република разполага с обширна и разнообразна телекомуникационна мрежа. Средното ѝ ниво е под това на развитите западни страни, но се разработват и употребяват някои от най-усъвършенстваните технологии.
Телефонните и телеграфни мрежи са изградени изцяло през 1950-те години. Дотогава в Китай е имало съвсем малко на брой линии, а апаратурата е била примитивна и остаряла. През 1960-те започва активно разширяване и на радиоразпръскването. Към края на 1970-те започва и предаването на сигнал през космически спътници. Благодарение на Четвъртия петгодишен план (1971 – 75) са разширени способите за производство на електронно оборудване, което увеличава значително телекомуникационния капацитет на страната. През 1990-те започва и предаването на информация по оптичен кабел и дигитални способи.
Днес КНР осъществява най-активната интернет телефония в света.
Потребителите на интернет в Китай в началото на 2011 г. е 485 млн. души (36,3% от населението на страната).

## Население
През последните години политиката за ограничаване на раждаемостта е смекчена: с постановление на Постоянния комитет на Всекитайското събрание на народните представители от 28 декември 2013 г. е разрешено семействата да имат две деца, ако поне единият от родителите е бил единствено дете в семейството си; по-късно забраната е премахната напълно, но политиката за ограничаване на раждаемостта се запазва. На 31 май 2021 г. е обявено, че се разрешава на семействата да имат до 3 деца, след като неотдавнашни данни показали голям спад на раждаемостта, предава Reuters.
Официално правителството на Китайската народна република признава 56 етнически групи в страната. Властите в специалните административни райони на Хонконг и Макао понякога не правят разлика между различните етнически групи в страната.
1. китайци[29] (汉族: Hàn Zú) – 1 207 541 842 (88,76%) (2008)
2. джуанци (壮族: Zhuàng Zú)
3. манджури (满族: Mǎn Zú)
4. хуейци (回族: Huí Zú)
5. мяо (苗族: Miáo Zú) (хмонги)
6. уйгури (维吾尔族: Wéiwúěr Zú)
7. и (彝族: Yí Zú)
8. тудзя (土家族: Tǔjiā Zú)
9. монголци (蒙古族: Měnggǔ Zú)
10. тибетци (藏族: Zàng Zú)
11. буи (布依族: Bùyī Zú)
12. дун (侗族: Dòng Zú)
13. яо (瑶族: Yáo Zú)
14. корейци (朝鲜族: Cháoxiǎn Zú)

## Наука и технологии
Още от древни времена китайската наука е много напредничава. Китайците са известни като изобретатели на редица изобретения, като барута, компаса, хартията. Барутът бил употребяван за направата на фойерверки, но най-вече по време на бойни действия. Войниците го възпламенявали и шумната експлозия всявала ужас у неприятеля. 200 години по-късно китайците направили първите ракети, с които подпалвали вражеския лагер. Измислили бомбите и първи са използвали барута за зареждане на оръдията. Китайците измислили и хартията, а също така и процеса на печатането. Освен това за първи път в Китай е започнало използването на хартиените банкноти, което е облекчило значително търговците.
Китайците забелязали, че лъжица от магнетит, поставена в равновесие върху хоризонтална плоча, се извърта винаги така, че дръжката на лъжицата сочи в посока към слънцето, когато е в зенита си. Така е открит компасът преди повече от 2000 години, а по-късно е променена формата му и започва да се използва игла, закачена на копринен конец или плуваща във вода. След пътешествията на Джън Хъ с неговата огромна флотилия из Индийския океан компасът започва да се използва от арабите и достига до Европа около XII – XIII век, правейки възможни великите географски открития. Други големи китайски открития с изключително значение са: коприната, порцелана, арбалета, сухопътни и морски мини с експлозив, пушките, пистолетите, хвърчилото, стремената за яздене на кон, ръчната количка с колела, първите газопроводи, а в областта на бита – четката за зъби, тоалетната хартия, кибритa и много други. За първи път в Китай е започнало използването на природен газ и въглища за осветление и като гориво, използването на коприната за производство на дрехи, използването на огнестрелни оръжия по време на война, пиенето на чай. В Древен Китай са измислени и много различните видове игри и спортове като: играта на карти, домино, го, маджонг и футбола.
Китай изпробва първото си атомно оръжие през 1964, а първата си водородна бомба – едва три години по-късно, през 1967. Отделно притежава и разработва неутронни, биологични и химически оръжия. В гражданската сфера Китай активно разработва източници на ядрена енергия и бързо разширява атомната си промишленост за мирни цели.
През 2003 г. Китай става третата нация, изпратила самостоятелно човек в Космоса. До 2020 г. страната планира да изпрати свой тайконавт до Луната.
Най-новото доказателство за възхода на Китай във водещите области на науката и технологиите идва от факта, че към края на 2017 г. Китай надминава САЩ, като става най-голямата страна в света по брой на публикуваните научни статии.

## Спорт
Сред най-популярните, свързани със спорта упражнения за добра физическа форма, са чи гун и тай чи, като някои форми на кунгфу в съвременен Китай са официален спорт и се провеждат състезания.
Спортът в Китай може да се проследи до древните китайски стрелци, използването на меч, също и игра на топка.
Пекин ще бъде домакин на Зимните олимпийски игри през 2022, което ще направи Пекин първият град в света, където са се провели и летни, и зимни олимпийски игри.

## Култура
Китайските празници са много пищни. Винаги има представления с участието на животните, в които китайците вярват, че носят късмет – драконите и лъвовете. Посрещането на Новата година е наистина забавно. Всяка година носи името на едно от 12 животни. Има година на Кучето и на Дракона. Китайците вярват, че всеки носи характера на животното, в чиято година е роден. Празненствата за посрещането на Новата година продължават цял месец. Най-весел е празникът на фенерите. Хората украсяват домовете си с различни по големина и форма фенери и организират шествия и фойерверки. Огромен дракон е начело на процесията. Той е направен от бамбуков скелет, покрит с коприна или хартия. В него влизат до 20 души, които го карат да танцува по улиците. На китайските празници има и танцуващи лъвове. Танцьорите в лъвския костюм са много атлетични. Подскачат нависоко, за да хванат пликовете с пари, които хората им подхвърлят. Понякога има танцьор, който се закача с лъва, за да демонстрира своята сръчност.

### Език
Китайският език (汉语/漢語, pinyin: Hànyǔ; 中文, пинин: Zhōngwén) може да бъде разглеждан като език или езиково семейство и представлява съвкупност от местните езици, говорени от китайската етническа група хан. Той е един от езиците, формиращи Сино-тибетското езиково семейство. Различните варианти на китайския са ро̀ден език за около една шеста от населението на света, или повече от един милиард души. Въпросът дали разновидностите на китайския са „езици“, или „диалекти“ е спорен. Като езиково семейство китайският език включва близо 1,2 милиарда души; Само разновидността мандарин включва около 851 милиона местни говорещи, с което превъзхожда числено който и да било друг език в света.
Говоримият китайски език се отличава с високо ниво на вътрешно разнообразие, въпреки че всички говорими разновидности са тонални и аналитични. Основните регионални групи са между шест и дванадесет (в зависимост от схемата на класификация), от които най-многочислена (до този момент) е групата мандарин (850 милиона), следвана от групата ву (90 милиона), мин (70 милиона) и кантонски (70 милиона). Разликата между повечето от тези групи е по-голяма, отколкото между отделни европейски езици, въпреки че някои, като диалектите сианг и югозападен мандарин, имат общи изрази и до някаква степен са взаимно разбираеми.

### Панда
Едно от най-редките животни в света се намира в Китай – пандата. Има два вида панди, които живеят в китайските гори. Първият и по-известен вид е Голяма черно-бяла панда, а другият е Малка червена панда. Козината на голямата панда на цвят е в черно и бяло. Тя е гъста, непромокаема и пази животните от студа и влагата. Китайците ги наричат байсюн, което означава бяла мечка. Хората убивали пандите заради козината им. Вярвали, че притежават магическа сила за закрила от злите духове. Днес пандите се срещат само в няколко района с гъсти бамбукови гори. Тези животни изяждат огромни количества бамбукови листа и клонки. На ден поглъщат около 30 kg бамбук. На свобода има само около 500 панди. В Китай за тях са създадени специални резервати. Най-големият от тях, който включва и център за изследване, проучване и развитие се намира в Чънду. В зоологическите градини по света живеят още около сто панди.

## Младежки организации
Най-голямата младежка организация в Китай е All-China Youth Federation, която има за основна цел да обедини всички активни млади хора в страната и да им помага да се развиват (наричана „Комсомол“). Организацията изгражда и развива бизнес инкубатори, доброволчески центрове, центрове за развитие на таланти в областта на културата и др. През 2017 г. тя организира конференцията Bridge for the future, част от грандоманския замисъл на проекта „Един пояс, един път“. Дъщерна организация е China International Center for Youth Exchange. Това е структурата, която отговаря пряко за целия младежки обмен към и от страната.

### Дипломатическа мисия в България
Посланици на Китай в България:
- Дун Сяодзюн[33] (2019 – настоящ)
- Джан Хайчжоу[34] (2016 – 2018)
- Уей Дзинхуа[35] (2013 – 2016)
- Гуо Йеджоу[36] (2010 – 2013)
- Джан Уансюе (2007 – 2010)
- Ю Джънци (2005 – 2007)

## Интересни факти
- Пекинските власти са наложили ограничителна политика, която забранява притежаването на повече от един домашен любимец, който трябва да е с ръст до 35 cm.
- Китайската петролна фирма „Petro China“ е втора в света по най-висока пазарна капитализация.
- Най-голямата банка в света е Китайската промишлена и търговска банка.
- China Mobile е най-големият мобилен оператор в света.
- Броят на мобилните телефони в Китай се е увеличил от 87 млн. през 2000 г. до 432 млн. днес.
- Китай е на първо място в света по брой на строителни обекти.
- Китайската комунистическа партия (ККП) е най-голямата партия в света.